# Туроковци
Туроковци е село в Западна България. То се намира в община Трън, област Перник.

## География
Село Туроковци се намира в планински район.

## История
Селото е с това име според наличните писмени източници поне от XV век. В съкратен регистър на Пиротския кадилък от 1530 година „Туряковче“ е отбелязано като село с 4 домакинства.
В стари документи то е записвано като: селѡ Тѡроковци в Приписка към Служебник от ХVII в. (СлР 71); Турякофча в 1453 г., 1576 г., 1624 г.; Траякофча, Търаякофча в 1576 г.; Туряковци в 1878 г.

## Религии
Селото е част от Трънска духовна околия към Софийска епархия на Българската православна църква.
В селото има два храма - основната черква „Свети апостол Вартоломей“. През 2025 година на Илинден е осветен и параклис в чест на свети пророк Илия.